# Landudec
Landudec (tiếng Breton: Landudeg) là một xã của tỉnh Finistère, thuộc vùng Bretagne, miền tây bắc Pháp.

## Dân số
Người dân ở Landudec được gọi là Landudecois.